# Malīget
Malīget är en ort i Iran.   Den ligger i provinsen Khuzestan, i den centrala delen av landet, 600 km söder om huvudstaden Teheran. Malīget ligger 24 meter över havet och antalet invånare är 432.
Terrängen runt Malīget är mycket platt.Runt Malīget är det ganska tätbefolkat, med 144 invånare per kvadratkilometer. Malīget är det största samhället i trakten. Trakten runt Malīget är ofruktbar med lite eller ingen växtlighet.